# Ганс-Дітріх Геншер
Ганс-Дітріх Геншер / Ганс-Дітріх Ґеншер (нім. Hans-Dietrich Genscher; 21 березня 1927 — 31 березня 2016) — німецький державний діяч, дипломат.

## Біографія
Народився 21 березня 1927 року в місті Райдебург поблизу Галле, Німеччина.
Під час Другої світової війни слугував помічником в Люфтваффе (1943), з жовтня по листопад 1944 працював як цивільний командирований Вермахту в районі Гарц. В 1944 у віці 17 років ступив в НСДАП (членський партійний номер 10123636). Пізніше стверджував, що його записали в члени НСДАП без його відома. Після війни працював на будовах, докінчував гімназію. В 1946—1949 роках вивчав національну економіку і право в Галле-Віттембергському університеті. В 1952 склав державний юридичний екзамен.
З 1946 член Ліберально-демократичної партії Німеччини.
З 1952 член ВДП, в 1954 обраний заступником голови молодіжної організації партії в землі Бремен.
З 1959 — відповідальний секретар фракції Вільної демократичної партії у бундестазі.
З 1965 — член бундестагу від федеральної землі Північний Рейн-Вестфалія.
У 1968 — обраний заступником голови бундестагу.
З 1969 по 1974 — федеральний міністр внутрішніх справ ФРН.
З 1974 по 1985 — лідер Вільної демократичної партії Німеччини.
З 1974 по 1992 — федеральний міністр закордонних справ ФРН, заступник федерального канцлера Німеччини.

## Автор
- «На шляху до свободи. Промови і документи з мінливого часу» (1991).
- «Спогади» (1995)